# Dryas dominicana
Dryas dominicana är en fjärilsart som beskrevs av Hall 1917. Dryas dominicana ingår i släktet Dryas och familjen praktfjärilar. Inga underarter finns listade i Catalogue of Life.